# Yeah! (Barbara Hetmańska)
Yeah! è il secondo singolo della cantante dance polacca Barbara Hetmańska. La canzone è stata in gara al festival musicale nazionale di Opole, dove si è piazzata settima. Nel video, la cantante si trova in una stanza con degli altri musicisti, dove canta, balla e suona la chitarra elettrica. Nonostante la presenza di questo strumento nella canzone, essa è di generi dance pop e power pop.